# Stanisław Cieślak (duchowny)
Stanisław Grzegorz Cieślak SJ (ur. 18 lutego 1960 w Radoszycach) – polski prezbiter rzymskokatolicki, historyk Kościoła.

## Życiorys
W 1981 roku wstąpił do zakonu jezuitów. Studiował filozofię w Krakowie (1983–1986) i teologię na Papieskim Wydziale Teologicznym Południowych Włoch w Neapolu (1987–1990). 29 czerwca 1991 roku przyjął sakrament święceń, a dwa lata później ukończył studia z historii Kościoła na Papieskim Uniwersytecie Gregoriańskim. Profesję zakonną złożył 9 maja 1998. Doktorat zatytułowany Marcin Laterna SJ (1552–1598). Działacz kontrreformacyjny obronił w Papieskiej Akademii Teologicznej w Krakowie w 2002 roku. W 2014 roku, na podstawie rozprawy Działalność społeczno-kulturalna jezuitów galicyjskich w stowarzyszeniach katolickich 1856–1914 uzyskał habilitację na Uniwersytecie Papieskim Jana Pawła II w Krakowie. Od 1997 roku wykłada na Uniwersytecie Ignatianum w Krakowie, na stanowisku profesora uczelnianego.
Jest członkiem Rady Programowej Fundacji im. Księdza Kardynała Adama Kozłowieckiego „Serce bez granic” i członkiem zarządu Fundacji im. Św. Ignacego Loyoli.

## Publikacje
Lista publikacji:
- Kościół Świętej Barbary w Krakowie. Przewodnik (2000)
- Marcin Laterna SJ (1552–1598). Działacz kontrreformacyjny (2003)
- Dzieje kościoła i parafii rzymskokatolickiej pw. św. Michała Archanioła w Wilkowicach (2004)
- Św. Franciszek Ksawery (2005)
- Kardynał Adam Kozłowiecki (2008)
- Oblicza cierpienia i miłości. Słudzy Boży jezuici – męczennicy z II wojny światowej (2009)
- Błogosławiony Rupert Mayer SJ (2010)
- Kierownik duchowy Świętej Faustyny (2011)
- Katecheza drogą do Boga. Księga jubileuszowa dedykowana Siostrze Profesor Czesławie Margaricie Sondej OSU (2011, współredaktor)
- Społeczeństwo, kultura, wychowanie w poglądach polskich jezuitów w okresie II Rzeczypospolitej (2012, współredaktor)
- Działalność społeczno-kulturalna jezuitów galicyjskich w stowarzyszeniach katolickich 1856–1914 (2013)
- Jan Charytański SJ jako szef i katecheta. Wspomnienia (2015, współredaktor)
- Ndre Mjeda dhe Jezuitët e tjerë të Provincës së Venecies në Krakov (2018)
- 80. rocznica aresztowania przez Niemców jezuitów z Kolegium Krakowskiego 1939-2019 (2019)
- Z powrotem w Krakowie. 150 lat jezuitów przy ul. Kopernika (1868-2018) (2022, współredaktor)
- Zaangażowanie zakonów męskich w pomoc Żydom w czasie II wojny światowej (2024, współredaktor)